# Arc Institute
O Arc Institute é uma organização de pesquisa biomédica sem fins lucrativos com sede em Palo Alto, Califórnia.  Foi cofundada pela professora de bioquímica da Universidade de Stanford, Silvana Konermann, pelo professor de bioengenharia da UC Berkeley, Patrick Hsu, e pelo CEO da Stripe, Patrick Collison, com Konermann como seu diretor executivo inaugural.   O instituto opera em parceria com três universidades de pesquisa da área da Baía de São Francisco — Stanford, UC Berkeley e UCSF. 

## História
O Arc Institute foi fundado em 2021 para fornecer aos cientistas oportunidades de pesquisa sem a necessidade de solicitações de bolsas externas.   Isto seguiu-se a uma colaboração entre Konermann, Hsu e Collison no Fast Grants durante a pandemia da COVID-19. 
O Arc Institute foi lançado com uma dotação inicial de 650 milhões de dólares.  Os doadores fundadores incluem o criador do Ethereum, Vitalik Buterin, os cofundadores da Stripe, Patrick Collison e John Collison, o investidor anjo Ron Conway, o cofundador da Color Genomics, Elad Gil, o cofundador da Cue, Daniel Gross, o cofundador do Facebook e Asana, Dustin Moskovitz, a presidente da Open Philanthropy, Cari Tuna, o CEO da General Catalyst, Hemant Taneja, e os executivos da Jane Street Capital. Silvana Konermann é a diretora executiva, e Patrick Hsu lidera o desenvolvimento de equipes de pesquisa focadas em tecnologia relacionada à pesquisa biológica. Tanto Konermann quanto Hsu lideram laboratórios de pesquisa, além de suas outras funções no instituto.  

## Estrutura de financiamento
O financiamento concentra-se na "ciência de alto risco e alta recompensa",  com financiamento flexível modelado a partir de organizações como o Broad Institute,  o Howard Hughes Medical Institute  e o Chan Zuckerberg Biohub.   As três principais categorias de financiamento do instituto são Investigadores Principais, Investigadores de Inovação e Prêmios Ignite. 

## Pesquisa
O instituto reúne pesquisadores de diversas origens para facilitar a colaboração entre biólogos que realizam pesquisas experimentais e pesquisadores que criam novas tecnologias. 
Em 2024, Patrick Hsu e colaboradores desenvolveram um novo método de engenharia genética chamado "RNA de ponte" que simplifica o processo de modificação genética com maior precisão para minimizar o risco de doenças.     A pesquisa foi descrita em dois artigos publicados na Nature em 2024.   
Em janeiro de 2025, o Arc Institute anunciou uma parceria com a Nvidia para integrar biologia e aprendizado de máquina. 